# 巴克龍屬
巴克龍屬（意為「棍棒蜥蜴」）是植食性恐龍的一屬，生活於上白堊紀的東亞，距今約7000萬年前，被認為是最早的鴨嘴龍超科之一。雖然化石不夠完整，巴克龍是研究最多的早期鴨嘴龍類之一。

## 敘述

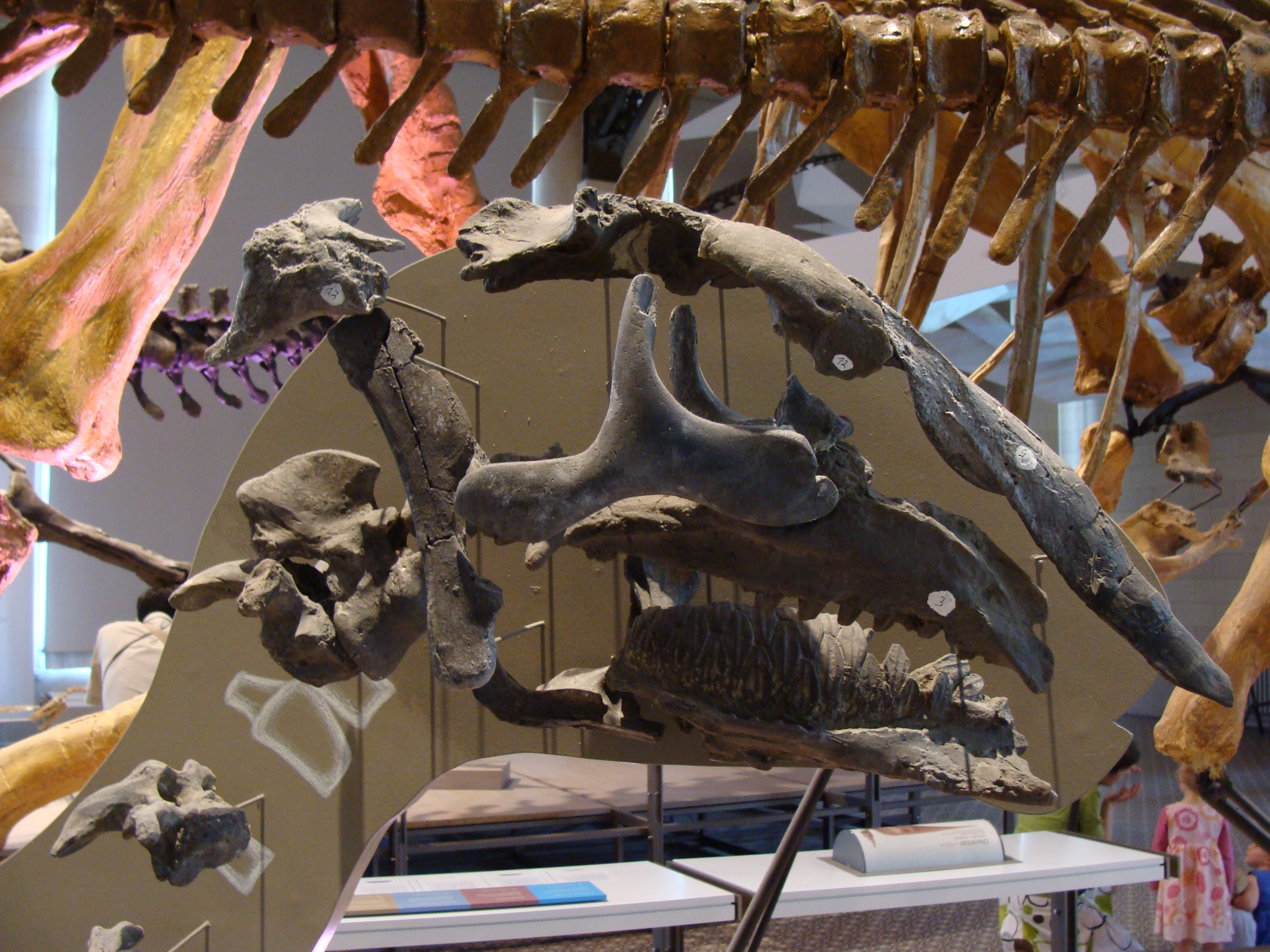
巴克龍的部分顱骨 - 比利時皇家自然科學研究院

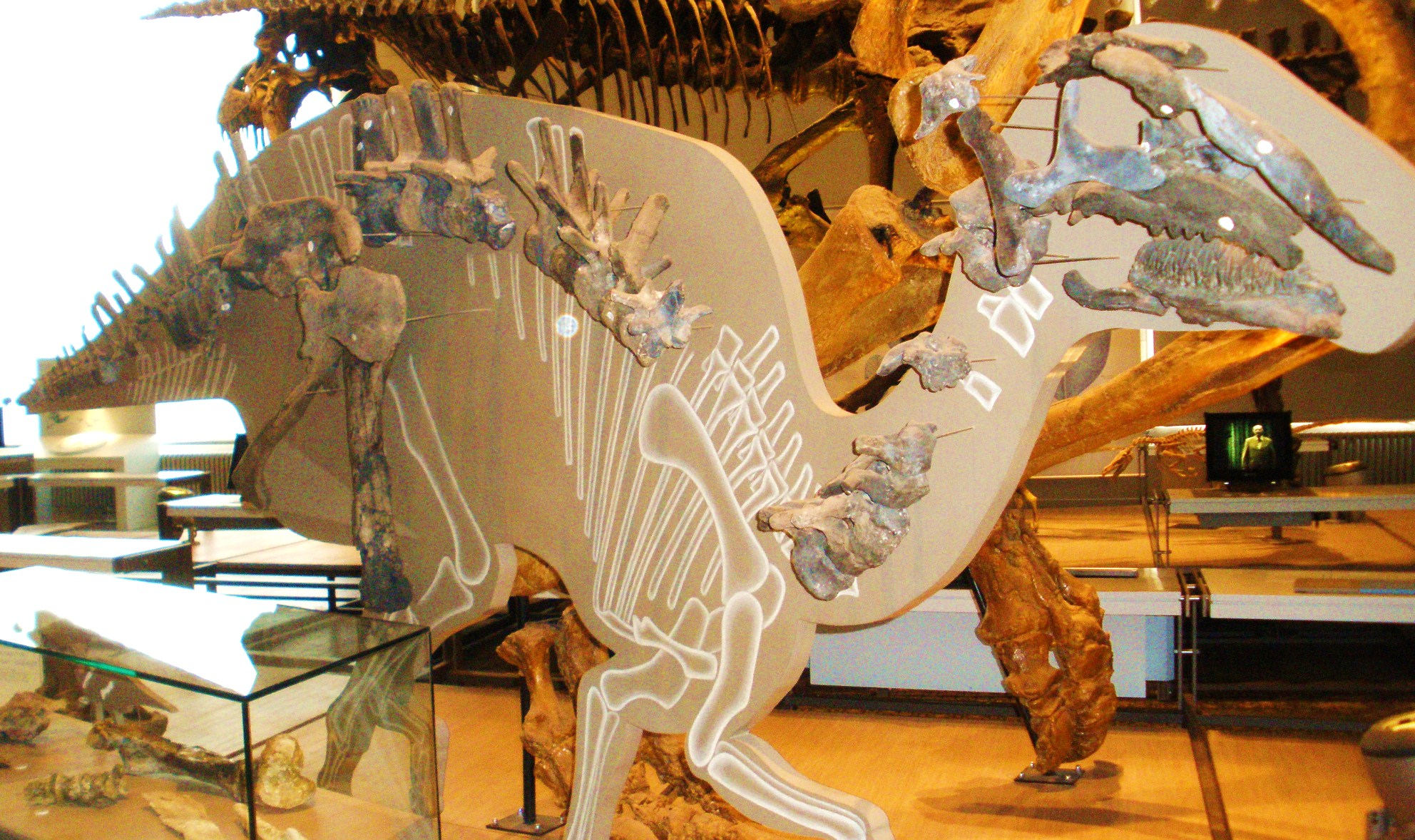
巴克龍的部分化石

就像其他的鴨嘴龍超科一樣，巴克龍可以用二足或四足方式行走，但在脊椎有不尋常的大尖刺突出。巴克龍的身長約4-6米長，在四足站立時有2米高，體重1,000到1,500公斤，股骨長80厘米。
巴克龍是賴氏龍的早期近親，具有許多禽龍類的特徵，包含：每列三顆牙齒的齒系、小型的上頜骨牙齒、及在鴨嘴龍類來說不尋常的巨大體形。巴克龍同時具有鴨嘴龍亞科、賴氏龍亞科的特徵，可能是禽龍類演化至鴨嘴龍類的過渡物種。
巴克龍最初被敘述成頭頂沒有冠狀物，是很典型的禽龍類特徵，不類似賴氏龍亞科。但後來的研究顯示，巴克龍的化石中，有疑似頭冠底部的碎片。
在2003年，一個短冠龍化石發現了血管瘤、成纖維性纖維瘤、轉移癌、成骨細胞瘤等腫瘤。B.M. Rothschild等人使用電腦斷層掃描與螢光鏡成影，檢驗多種恐龍的脊椎。鴨嘴龍類中共有：埃德蒙頓龍、計氏龍、巴克龍、短冠龍接受檢驗。在超過一萬個化石中，只有短冠龍與其近親發現了腫瘤。腫瘤的成因可能是環境因素或遺傳規律。

## 發現
姜氏巴克龍的6個部份骨骼在中國及蒙古的戈壁沙漠被發現。這些化石來自於不同年齡，從幼年個體到成年個體。巴克龍的化石包含四肢、骨盆、大部分頭骨，目前還沒有發現完整的骨骼，但在早期鴨嘴龍類中，是受研究較多的一種。
在1933年，查爾斯·懷特尼·吉爾摩爾（Charles W. Gilmore）將這些化石敘述、命名。屬名是由古希臘文的棍棒（baktron）與蜥蜴（sauros）構成，意指形狀類似棍棒的大型背部神經棘。

## 外部連結
- 恐龍博物館有關巴克龍
- Fukui Pref. Dinosaur Museum site on Bactrosaurus（英文）
- Triebold Paleontology on Bactrosaurus（英文）